# Liste der Baudenkmale in Lüneburg – Auf dem Kauf
In der Liste der Baudenkmale in Lüneburg – Auf dem Kauf sind Baudenkmale in der Straße Auf dem Kauf in der niedersächsischen Stadt Lüneburg aufgelistet.  Die Quelle der IDs und der Beschreibungen ist der Denkmalatlas Niedersachsen. Der Stand der Liste ist der 23. Dezember 2021.

## Allgemein
In den Spalten befinden sich folgende Informationen:
- Lage: die Adresse des Baudenkmales und die geographischen Koordinaten. Kartenansicht, um Koordinaten zu setzen. In der Kartenansicht sind Baudenkmale ohne Koordinaten mit einem roten Marker dargestellt und können in der Karte gesetzt werden. Baudenkmale ohne Bild sind mit einem blauen Marker gekennzeichnet, Baudenkmale mit Bild mit einem grünen Marker.
- Bezeichnung: Bezeichnung des Baudenkmales
- Beschreibung: die Beschreibung des Baudenkmales. Unter § 3 Abs. 2 NDSchG werden Einzeldenkmale und unter § 3 Abs. 3 NDSchG Gruppen baulicher Anlagen und deren Bestandteile ausgewiesen.
- ID: die Objekt-ID des Baudenkmales
- Bild: ein Bild des Baudenkmales, ggf. zusätzlich mit einem Link zu weiteren Fotos des Baudenkmals im Medienarchiv Wikimedia Commons. Wenn man auf das Kamerasymbol klickt, können Fotos zu Baudenkmalen aus dieser Liste hochgeladen werden:

## Baudenkmale
Der Name stammt möglicherweise von einem Handelsplatz an der Ilmenau ab. Die Ostseite ist nur mit kleinen Häusern bebaut, auf der Westseite befinden sich dagegen mehrere große Giebelhäuser. Das größte Gebäude ist der Lüner Hof, eine Niederlassung des Benediktiner-Nonnenkloster Lüne.

| Lage                                        | Bezeichnung         | Beschreibung                                                                                    | ID       | Bild           |
| ------------------------------------------- | ------------------- | ----------------------------------------------------------------------------------------------- | -------- | -------------- |
| Auf dem Kauf 4 53° 15′ 3″ N, 10° 24′ 44″ O  | Wohnhaus            |                                                                                                 | 30664156 |                |
| Auf dem Kauf 5 53° 15′ 3″ N, 10° 24′ 44″ O  | Wohnhaus            |                                                                                                 | 30663958 |                |
| Auf dem Kauf 6 53° 15′ 3″ N, 10° 24′ 44″ O  | Wirtschaftsgebäude  |                                                                                                 | 30663976 |                |
| Auf dem Kauf 7 53° 15′ 5″ N, 10° 24′ 44″ O  | Wohnhaus            |                                                                                                 | 30655574 |                |
| Auf dem Kauf 8 53° 15′ 5″ N, 10° 24′ 44″ O  | Wohnhaus            |                                                                                                 | 37966048 |                |
| Auf dem Kauf 9 53° 15′ 5″ N, 10° 24′ 43″ O  | Wohnhaus            | Zum Haus gehören ein Lagerhaus mit der ID 41619275 und eine Remise (Nr. 9a) mit der ID 30673642 | 30650745 | Weitere Bilder |
| Auf dem Kauf 9 53° 15′ 5″ N, 10° 24′ 43″ O  | Durchfahrt          |                                                                                                 | 41619260 |                |
| Auf dem Kauf 10 53° 15′ 5″ N, 10° 24′ 43″ O | Wohnhaus            |                                                                                                 | 30650770 |                |
| Auf dem Kauf 11 53° 15′ 5″ N, 10° 24′ 43″ O | Wohnhaus            |                                                                                                 | 30664199 |                |
| Auf dem Kauf 12 53° 15′ 4″ N, 10° 24′ 43″ O | Wohnhaus            |                                                                                                 | 30655765 |                |
| Auf dem Kauf 13 53° 15′ 4″ N, 10° 24′ 43″ O | Wohnhaus            | Zum Haus gehört ein Hofflügel mit der ID 30648591                                               | 30650790 |                |
| Auf dem Kauf 14 53° 15′ 4″ N, 10° 24′ 43″ O | Wohnhaus            |                                                                                                 | 30664175 |                |
| Auf dem Kauf 15 53° 15′ 3″ N, 10° 24′ 43″ O | Wohnhaus            |                                                                                                 | 30663999 |                |
| Auf dem Kauf 16 53° 15′ 3″ N, 10° 24′ 43″ O | Wohnhaus            | Zum Haus gehört ein Hofflügel mit der ID 30648709                                               | 30650816 |                |
| Auf dem Kauf 17 53° 15′ 3″ N, 10° 24′ 43″ O | Wohnhaus            |                                                                                                 | 30650842 |                |
| Auf dem Kauf 18 53° 15′ 2″ N, 10° 24′ 43″ O | Wohnhaus            | Zum Haus gehört ein Fachwerkanbau mit der ID 30647788                                           | 30650867 | Weitere Bilder |
| Auf dem Kauf 19 53° 15′ 2″ N, 10° 24′ 43″ O | Wohn-/Geschäftshaus |                                                                                                 | 30664022 |                |